# Let's Stick Together (álbum)
Let's Stick Together es el tercer álbum de estudio en solitario del cantante y compositor inglés Bryan Ferry, publicado en septiembre de 1976 por Island Records. Cinco de las canciones del álbum fueron remakes de canciones ya grabadas anteriormente con Roxy Music. El álbum alcanzó el top 20 en las listas de éxitos de Reino Unido.

## Músicos
- Bryan Ferry – voz principal y coros, pianos y armónica
- Chris Spedding – guitarras
- Phil Manzanera – guitarra principal en "Re-Make/Re-Model"
- David O'List – guitarra principal en "Chance Meeting"
- Neil Hubbard – guitarra principal en "Casanova"
- John Wetton – bajo
- John Gustafson – bajo en "Re-Make/Re-Model"
- Rick Wills – bajo en "Sea Breezes"
- John Porter – bajo en "2HB"
- Eddie Jobson – violín y sintetizador
- Ann O'Dell – arreglo de cuerdas en "Shame, Shame, Shame"
- Paul Thompson – batería
- Morris Pert – percusiónes
- Chris Mercer – saxofón tenor
- Mel Collins – saxofón soprano
- Martin Drover – trompeta
- Jackie Sullivan, Helen Chappelle, Paddie McHugh, Doreen Chanter, Vicki Brown, Martha Walker – coros

## Lista de canciones
| N.º | Título                                                                        | Duración |  |
| 1.  | «Let's Stick Together»                                                        | 3:00     |  |
| 2.  | «Casanova» (versión del álbum Country Life (1974) de Roxy Music)              | 2:45     |  |
| 3.  | «Sea Breezes» (versión del álbum Roxy Music (1972) by Roxy Music)             | 6:10     |  |
| 4.  | «Shame, Shame, Shame» (cover)                                                 | 3:15     |  |
| 5.  | «2HB» (versión del álbum Roxy Music (1972) by Roxy Music)                     | 3:50     |  |
| 6.  | «The Price of Love» (The Everly Brothers cover del álbum In Our Image (1966)) | 3:25     |  |
| 7.  | «Chance Meeting» (versión del álbum Roxy Music (1972) de Roxy Music)          | 3:35     |  |
| 8.  | «It's Only Love» (The Beatles del álbum Help! (1965))                         | 3:45     |  |
| 9.  | «You Go to My Head» (cover)                                                   | 2:50     |  |
| 10. | «Re-Make/Re-Model» (versión del álbum Roxy Music (1972) by Roxy Music)        | 2:40     |  |
| 11. | «Heart on My Sleeve» (Gallagher and Lyle, del álbum Breakaway (1976))         | 3:30     |  |